# Ommeray
Ommeray je francouzská obec v departementu Moselle v regionu Grand Est. V roce 2013 zde žilo 110 obyvatel.

## Poloha
Sousední obce jsou: Bourdonnay, Donnelay, Lagarde, Ley a Moncourt.

## Vývoj počtu obyvatel
Počet obyvatel